# 南门兜站
南门兜站（福州話：/naŋ˥˥ muoŋ˥˥ nau˥˥/）位于中华人民共和国福建省福州市鼓楼区乌山路、古田路与八一七路的交叉口，是福州地铁1号线与2号线的地铁换乘站，也是福州地铁系统中的第一个启用的换乘车站，换乘形式为L型通道换乘。车站1号线部分于2017年1月6日投入使用，2号线部分于2019年4月26日投入使用。

## 站名来源
明朝府城的南城门设立于此，得名南门。为抵御外敌侵犯，此处亦修建一座半圆形的瓮城，因福州人形象地把瓮城所在地叫“兜”，故得名南门兜。

## 车站结构
南门兜站为地下三层车站，呈现L形。地下一层为站厅层；地下二层北侧为1号线站台层，岛式站台，全长489米，宽约30米；地下二层南侧为车站换乘大厅；地下三层为2号线站台层，岛式站台。

### 1号线站区
1号线车站共设有两层：地下一层为站厅、换乘通道及非付费区通道；地下二层为1号线站台。
| 地下一层 | 非付费区通道                         |  | 环形通道及往来 1号线 2号线 站厅 |
| 地下一层 | 1号线站厅                            |  | 票务服务、自动售票机            |
| 地下一层 | 换乘通道                             |  | 经换乘大厅前往 2号线            |
| 地下二层 | 1                                    |  | 1号线 往象峰（东街口）          |
| 地下二层 | 岛式站台，列车运行方向左侧的车门打开 |  |                                 |
| 地下二层 | 2                                    |  | 1号线 往三江口（茶亭）          |

### 2号线站区
2号线车站共设有三层：地下一层为站厅及非付费区通道；地下二层为换乘大厅；地下三层为2号线站台。
| 地下一层 | 非付费区通道                         |  | 环形通道及往来 1号线 2号线 站厅 |
| 地下一层 | 2号线站厅                            |  | 票务服务、自动售票机            |
| 地下二层 | 换乘大厅                             |  | 出站及前往 1号线                |
| 地下三层 | 1                                    |  | 2号线 往苏洋（西洋）            |
| 地下三层 | 岛式站台，列车运行方向左侧的车门打开 |  |                                 |
| 地下三层 | 2                                    |  | 2号线 往洋里（水部）            |

### 站厅
南门兜站1号线站厅位于八一七路地下一层，与冠亚广场和南街商业街的地下一层相通，东南面付费区通过通道与阶梯连接车站地下二层的换乘大厅，非付费区通过通道连接环形地下通道与2号线站厅；站厅设置客服中心两处，售票机分布于站厅南北侧付费区边缘，部分售票机提供榕城通储值卡的充值功能，站厅另设有智能导乘机、自动售货机等服务设施，装修采用白色波浪形吊顶与白色墙面，意为展现时空变幻中的城市发展，站厅亦预留文化墙位置一处，主题为闽都春韵。站厅共设有三组楼梯，均连接地下二层的1号线站台。
南门兜站2号线站厅位于古田路地下一层，西北面非付费区通过通道连接1号线站厅，西南面非付费区连接环形地下通道；站厅设置客服中心两处，均在付费区北面，售票机分布于站厅东西侧付费区边缘，部分售票机提供榕城通储值卡的充值功能，站厅另设有智能导乘机、自动售货机等服务设施；站厅装修采用白色波浪形吊顶与白色墙面，设计上与1号线风格和立意相呼应。站厅共设有三组楼梯，东面一组楼梯直通地下三层的2号线站台，西面两组楼梯连接地下二层的换乘大厅。

### 站台
车站共设置4个站台，其中1站台、2站台为1号线列车站台，3站台、4站台为2号线列车站台。1号线站台北端配有双存车线，2号线站台东端配有单渡线，1号线下行线路与2号线下行线路通过联络线连接。
南门兜站1号线站台位于地下二层，呈南北走向，装修采用白色线条式拱形吊顶与白色墙面，设置有智能导乘机、自动售货机等服务设施；站台设有三组楼梯与一部无障碍电梯，每组楼梯各配有两部扶梯，无障碍电梯位于站台中部，四者均连接地下一层的1号线站厅。
南门兜站2号线站台位于地下三层，呈东西走向，装修亦采用白色线条式拱形吊顶与白色墙面，规划设置有智能导乘机、自动售货机等服务设施；站台设有三组楼梯与一部无障碍电梯，每组楼梯各配有两部扶梯，西侧两组楼梯连接地下二层的换乘大厅，东侧一组楼梯连接地下一层的2号线站厅；无障碍电梯位于站台东部端头，连接地下二层的换乘大厅与地下一层的2号线站厅。

### 换乘
南门兜站为1号线与2号线换乘车站，实施L型换乘，两线站厅付费区相隔离。2号线车站地下二层设有换乘大厅，与1号线、2号线站厅及2号线站台相接，乘客均在换乘大厅实现换乘。

#### 换乘大厅
南门兜站换乘大厅位于古田路地下二层，2号线站厅正下方；换乘大厅西北面通过四部扶梯与一部楼梯连接位于地下一层的1号线站厅；大厅中侧有两组楼梯连接2号线站厅，南侧有两组楼梯连接2号线站台，四组楼梯各配有两部扶梯；大厅西侧有一部无障碍电梯，连接2号线站厅与站台。换乘大厅装修采用白色线条式波浪形吊顶与白色墙面。

#### 临时换乘模式
在2号线运营初期，由于换乘通道建设进度滞后，南门兜站采用临时换乘模式实施两线的换乘。临时换乘通道借用正式换乘通道南端的非付费区部分，将地下一层的1号线站厅与2号线站厅的付费区相连接。在临时换乘模式下，1号线非付费区、2号线的非付费区与环形地下通道三者皆被隔离，无法联通，临时换乘通道也较为狭窄且曲折，换乘大厅暂不启用，作为2号线站台与站厅的过渡区使用。

#### 正式换乘模式
2019年12月3日，南门兜站换乘大厅与永久换乘通道开通，即启用正式换乘模式。换乘大厅位于2号线车站地下二层，连接1号线站厅与2号线站台。在正式换乘模式下，双线的换乘均需通过该换乘大厅，地下一层的通道则作为非付费区下的过街通道使用。此外，由于1号线付费区与换乘大厅无垂梯连接，故特殊人士的换乘需要请求车站工作人员协助。

#### 车站艺术
南门兜站换乘大厅近1号线站厅处设有一座瓷画主题墙，名为《有福之州》。该瓷画由郭振翔团队创作，陈福波与其陶瓷画小组制作，瓷画采用了特殊釉上彩工艺，最终形成了由11片瓷板镶嵌构成、高2.4米、宽11米的画卷。《有福之州》瓷画结合了福州的古城古厝、现代景观与自然风貌，体现了福州的深远文脉与绚丽风光。

### 出入口与周边
南门兜站已开放13个出入口，无障碍电梯位于C、H、L及N出入口，其中C口及L口无障碍电梯连接1号线站厅，H口及N口无障碍电梯连接2号线站厅。车站周边公共设施有福建省妇幼保健院、福建医科大学附属协和医院、福州市第七医院、延安中学、格致中学、林则徐小学等，旅游景点有三坊七巷、林则徐纪念馆、文庙、乌山、于山、五一广场等。
| 南门兜站出入口信息          | 南门兜站出入口信息 | 南门兜站出入口信息                       | 南门兜站出入口信息                           | 南门兜站出入口信息 |
| --------------------------- | ------------------ | ---------------------------------------- | -------------------------------------------- | ------------------ |
|                             |                    |                                          |                                              |                    |
|                             |                    |                                          |                                              |                    |
| 编号                        | 设施               | 位置                                     | 接驳交通                                     | 照片               |
| 1号线站厅                   |                    |                                          |                                              |                    |
| 出口 · A · 1                |                    | 八一七路道山路口南侧                     | 道山路口、省妇幼保健院                       |                    |
| 出口 · A · 2                |                    | 接入冠亚广场地下停车场                   | 道山路口、乌山路口                           |                    |
| 出口 · B                    |                    | 八一七路西侧                             | 道山路口、乌山路口                           |                    |
| 出口 · C                    |                    | 接入冠亚广场地下一层                     | 乌山路口                                     |                    |
| 出口 · E                    |                    | 八一七路东侧                             | 道山路口、乌山路口                           |                    |
| 出口 · J                    |                    | 八一七路学院前巷口南侧                   | 道山路口                                     |                    |
| 出口 · L                    |                    | 八一七路道山路口北侧                     | 道山路口、省妇幼保健院                       |                    |
| 环形通道                    |                    |                                          |                                              |                    |
| 出口 · D · 2                |                    | 八一七路古田路口西南侧                   | 乌山路口                                     |                    |
| 2号线站厅                   |                    |                                          |                                              |                    |
| 出口 · D · 3                |                    | 八一七路古田路口东南侧                   | 南门(福州儿童医院)、乌山路口、于山(协和医院) |                    |
| 出口 · G                    |                    | 古田路新权路口西北侧                     | 于山(协和医院)、协和医院                     |                    |
| 出口 · H                    |                    | 八一七路古田路口东北侧                   |                                              |                    |
| 出口 · M                    |                    | 古田路新权路口东北侧                     | 于山(协和医院)                               |                    |
| 出口 · N                    |                    | 古田路新权路口东南侧，连接香格里拉八匚汇 | 于山(协和医院)                               |                    |
| 注： 设有电梯 \| 设有卫生间 |                    |                                          |                                              |                    |

## 逸事
南门兜站所在的古田路与八一七路路口处有一棵大型榕树，为使榕树保持在原地且正常生长，南门兜站1号线、2号线站位在设计上分别向北、向东移动了一段距离，最终使得两线只能通过通道换乘，而通道也围绕着榕树四周设计，构成了环形通道。

## 历史

### 1号线
- 2009年6月25日，福州市环境保护局发布了福州地铁1号线的环评报告，其中在八一七路与古田路交叉口北侧设南门站。[19]
- 2009年12月30日，有关部门取消了对南门兜站上层的商业开发项目，南门兜站由地下三层车站更改为地下二层车站。[20]
- 2010年11月15日，有关部门确定了南门兜站的选址，将车站设置于古田路与八一七路交叉路口的榕树北面。[21]
- 2011年4月14日，车站对交叉路口西南侧开始第一期第一阶段围挡施工。[22]
- 2011年4月29日，省发改委批复了福州地铁1号线（一期）的初步设计，其中在古田路以北的八一七路下设南门兜站，并与福州地铁2号线实现L型换乘。[23]
- 2011年8月11日，车站对八一七路东侧开始第一期第二阶段围挡施工。[24]
- 2011年12月9日，车站对八一七路东侧开始第一期第三阶段围挡施工。[25]
- 2011年12月28日，车站对交叉路口西南侧的围挡进行外扩。[26]
- 2012年7月20日，车站对交叉路口东北侧围挡进行外扩。[27]
- 2012年11月15日，车站开始第二期围挡施工，占用了乌山路至安泰桥的八一七路西侧半幅路面与道山路与八一七路交叉路口。[28]
- 2015年1月30日，南门兜站主体封顶。[29]
- 2015年2月21日，南门兜站至茶亭站上行区间贯通。[30]
- 2015年10月10日，车站围挡拆除并恢复主路交通[31]
- 2016年9月5日，车站东侧出入口围挡拆除并恢复了人行道。[32]
- 2017年1月6日，1号线车站启用。[2]

### 2号线
- 2013年8月3日，交叉路口的东西侧开始围挡进行车站的勘察工作。[33]
- 2014年3月20日，省发改委批复了福州地铁2号线的初步设计，其中在乌山路与八一七北路交叉路口设南门兜站。[34]
- 2016年5月6日，车站开始第一期东侧围挡施工，占用古田路、八一七路、新权路的部分道路。[35]
- 2016年7月15日，车站开始第一期西侧围挡施工，占用古田路部分路段。[36]
- 2016年11月18日，车站一期西侧围挡进行外扩，占用了交叉路口东南侧，围挡区域进行车站的端头井围护结构、铺盖板及端头井加固施工。[37]
- 2018年6月30日，南门兜站主体封顶。[38]
- 2019年4月26日，2号线车站启用。[3]